# کاظم برگ‌نیسی
کاظم برگ‌نیسی (۱۳۳۵ - ۱۳۸۹ش) ادب‌پژوه، مصحح و مترجم زبان عربی بود. او شرح‌هایی بر شعرهای حافظ شیرازی، سعدی شیرازی، شمس تبریزی، مولوی، خیّام و فردوسی نگاشته است. تخصص اصلی وی در زبان عربی بود. وی ترانه‌های مهیار دمشقی سروده آدونیس و به همراه صادق سجّادی واژه‌نامه فلسفه و علوم اجتماعی را از زبان عربی به زبان فارسی ترجمه کرده بود.
وی در سال ۱۳۸۹ در اثر سقوط آسانسور جان باخت.

## آثار

### کتاب‌ها
- دیوان حافظ: بر اساس نسخه نویافته بسیار کهن (ویرایش دوم)[۵]
- رباعیات حکیم عمر خیام
- شاهنامه (جلد اول): از دیباچه تا پادشاهی کی قباد
- کلیات شمس تبریزی: بر اساس چاپ شادروان بدیع الزمان فروزانفر (۲ جلدی)
- مثنوی معنوی (دو جلدی)
- غزلیات سعدی: بر اساس چاپ های شادروانان محمد علی فروغی، حبیب یغمایی (2 جلدی)

### ترجمه‌ها
- کتاب ترانه‌های مهیار دمشقی، از آدونیس[۶]
- واژه‌نامه فلسفه و علوم اجتماعی، جمیل صلیبا.

### مقاله‌ها
- واژه‌های دخیل قرآن و دیدگاهها[۷]
- تحقیقی در ساختمان صرفی واژه های ملک و ملائکه[۸]